# Ентони Мајлс
Ентони Мајлс (рођен 16. октобра 1982. године у Чикагу) је бивши амерички кошаркаш. Играо је на позицији крилног центра или центра и великом броју клубова широм света. Током сезоне 2010/11. играо је и у Црвеној звезди.

## Каријера
Средњу школу је похађао у родном Чикагу где је и играо кошарку. Колеџ каријеру је провео на два универзитета Олинеју и Ксавијеру.
Након тога креће његова професионална каријера. С обзиром да није драфтован и није успео да се домогне НБА лиге, професионалну каријеру је провео у иностранству. Од звучнијих тимова на почетку је био у турском Банвиту и румунској Стеауи где је просечно постизао 13 поена и 7 скокова по утакмици. Одличну сезону одиграо је у Кини где је просечно постизао имресивних 25,9 поена по утакмици. Након тога једну сезону проводи у грчком Илисијакосу где је просечно постизао 5,3 поена и имао 3,3 скока по утакмици.
Након тога у сезони 2010/11. потписује за Црвену звезду, која је била у тешким финансијским проблемима и те сезоне борила се за опстанак у Јадранској лиги. Уговор је потписао до краја сезоне у Јадранској лиги. Иако је доведен да пре свега помогне у рекету, симпатије навијача је добио пре свега шутем за три поена и са дистанце. У борби да избегну задње место које је значило аутоматски елиминацију из лиге следеће сезоне, Мајлс је убацивао веома битне тројке. Тако је Загребу у Пиониру пред 6.000 навијача убацио три тројке. Ипак и пре краја сезоне управа Црвене звезде није била задовољна његовим учинком па је после пораза од Крке добио отказ.
Након тога поново одлази у Кину. После тога једну сезону проводи у Уругвају, да би каријеру окончао у Аргентини.

## Остало
Ентони има троје деце, једну ћерку и синове близанце.